# Olexesh

Logo von Olexesh

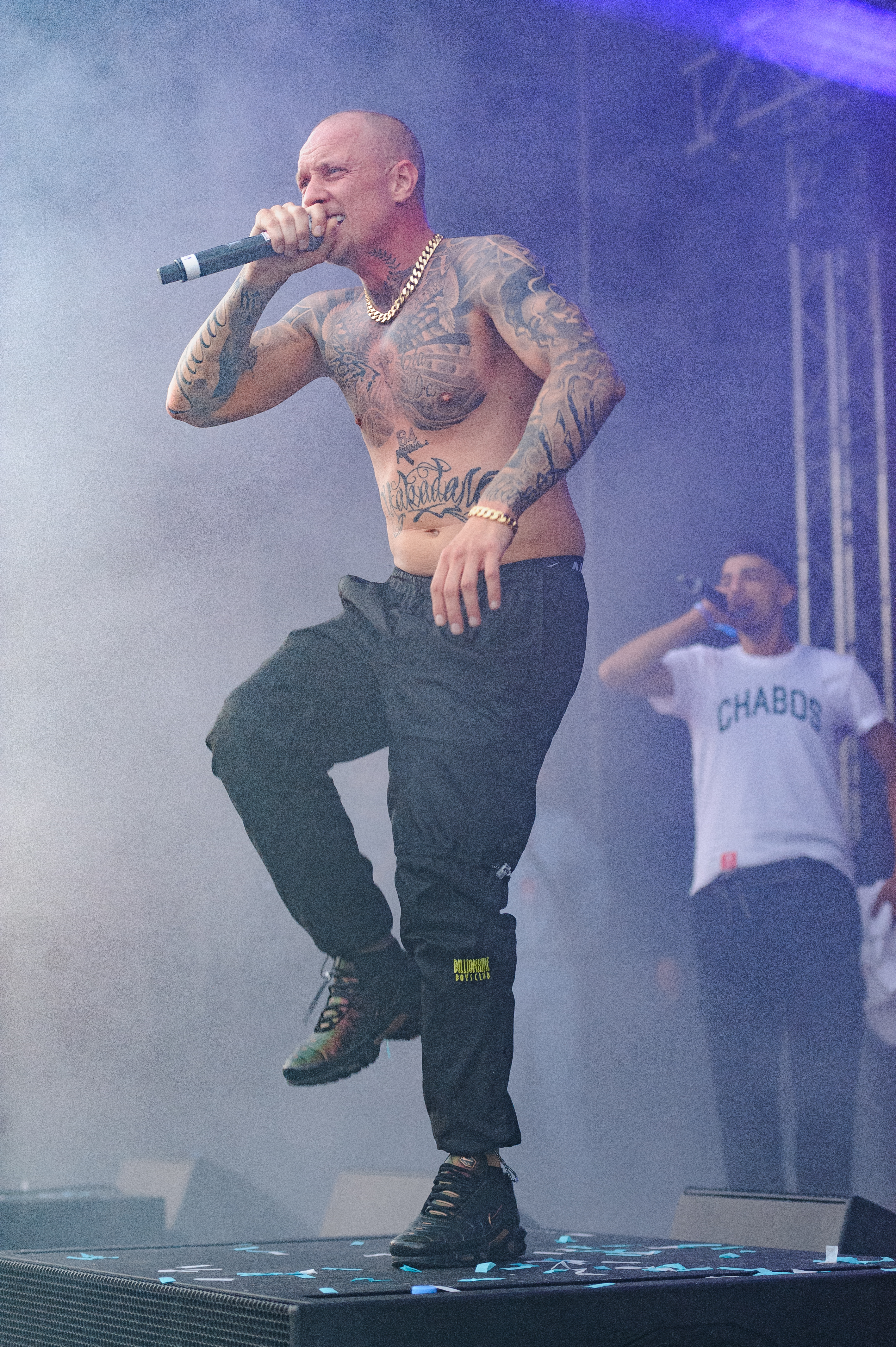
Olexesh am 11. Juni 2022 beim Heroes Festival im Kasseler Auestadion.

Olexesh (* 25. Februar 1988 in Kiew, Ukrainische SSR als ukrainisch Олексій Косарев Oleksij Kossarew) ist ein deutsch-ukrainischer Rapper aus Darmstadt-Kranichstein. Er steht bei dem Frankfurter Label 385idéal unter Vertrag.

## Leben
Olexesh verbrachte seine ersten sechs Lebensjahre in Kiew. Olexeshs Vater ist Belarusse, seine Mutter Ukrainerin. Sein Vater wanderte in die USA aus, als Olexesh zwei Jahre alt war. Olexesh kam im Alter von sechs Jahren gemeinsam mit seiner Mutter nach Deutschland. Zuerst lebte er in Kelkheim (Taunus). Später zogen sie nach Darmstadt-Kranichstein, wo Olexesh den Großteil seiner Jugend verbrachte. Er besuchte eine Sonderschule und entdeckte eine Vorliebe für Rapmusik. So begann er selbstgedrehte Musikvideos über YouTube zu veröffentlichen. Als erstes erschien Super 6.
Der Frankfurter Rapper Celo des Rap-Duos Celo & Abdi wurde 2011 auf Olexesh aufmerksam. Nachdem dieser bei ihrem Label 385idéal unter Vertrag genommen worden war, stellte er sein erstes Mixtape Authentic Athletic, welches am 2. Dezember 2012 als kostenfreier Download im Internet erschien, fertig. Darauf vertreten sind knapp 30 Tracks, die er über größtenteils Instrumentals des Westcoast-Hip-Hops rappt. Kurze Zeit später wurde Olexesh einer breiteren Masse bekannt, nachdem er auf der Deluxe-Edition des Albums Blockplatin des Rappers Haftbefehl zu hören war, und mit Mosh36 auf dessen Mixtape BZ kollaborierte. Auch eine Erscheinung im Deutschrap-Onlineformat Halt die Fresse verhalf zu über 200.000 Downloads des Mixtapes Authentic Athletic (Stand: 2012). Außerdem begleitete er Celo & Abdi auf deren Tour zu ihrem Album Hinterhofjargon.
Am 7. März 2014 veröffentlichte Olexesh sein erstes Studioalbum Nu eta da (dt.  So ist es), unter anderem mit Gastbeiträgen von Gzuz, Fard, Eko Fresh, Karate Andi und den Labelchefs Celo & Abdi. Insbesondere der Track Purple Haze entwickelte sich zu einem Szenehit. Am 27. März 2015 folgte sein zweites Studioalbum Masta, auf dem Rapper wie Sido, Veysel, Hanybal und Celo & Abdi als Gastmusiker vertreten sind. Am 25. September 2015 veröffentlichte er sein zweites Mixtape Straßencocktail. Neben seinem klassischen Rapstil präsentiert er auf diesem Mixtape unter anderem auch Tracks im Stile des G-Funk.
Am 21. Oktober 2016 erschien sein drittes Studioalbum Makadam. Im Zuge dessen wurden die Singles Weyauu sowie Geboren in der Großstadt ausgekoppelt. Auf dem Album vertreten sind neben seinen Labelkollegen auch Xatar, Haftbefehl und Gzuz. Makadam erreichte Platz zwei der deutschen Albumcharts.
2017 wurde er bei den Hiphop.de Awards als „Bester Live-Act national“ ausgezeichnet.
Sein viertes Album Rolexesh erschien am 2. März 2018 und erreichte den ersten Platz der deutschen Albumcharts, auch in den österreichischen Charts erreichte das Album die Spitzenposition. Am selben Tag veröffentlichte Olexesh das Mixtape Radioaktiv, dessen Singleauskopplung Magisch sich auf Platz eins der deutschen Singlecharts platzieren konnte und später mit einer Platin-Schallplatte für über 400.000 verkaufte Einheiten ausgezeichnet wurde. Am 6. Juli 2018 veröffentlichte der Rapper einen gemeinsamen Song mit der Schlagersängerin Vanessa Mai. Der Titel Wir 2 immer 1 durchbrach damit erstmals ganz bewusst die Grenze zwischen den verschiedenen Musikgenres. Am 13. September 2019 veröffentlichte er sein fünftes Studioalbum Augen Husky.
2022 begleitete Olexesh die "Palmen aus Plastik 3"-Tour von Bonez MC und RAF Camora als Support-Act. In einem Interview im Deutschrap Plus Podcast erzählte Olexesh, dass er dafür nicht vergütet wurde und berichtete, wie dankbar er für die Möglichkeit gewesen sei, dass er in ausverkauften Arenen vor über 15.000 Menschen spielen durfte.
Am 12. Januar 2024 erschien sein achtes Studioalbum Matador. Im August 2024 erhielt Olexesh die deutsche Staatsangehörigkeit.

## Musikstil
Musikalisch vertritt Olexesh harten Straßenrap. Sein Rapstil ist aggressiv-abgehackt. Themen seiner Songs sind das Straßenleben in Darmstadt-Kranichstein, Armut, Kriminalität, Drogenkonsum, Spielsucht und Prostitution. Neben dem Westcoast-Hip-Hop und dem damit verbundenen G-Funk ist eine zweite Inspirationsquelle französischer Rap. Zudem veröffentlicht Olexesh auch Musik, die sich stilistisch an Latin-Musik wie Dancehall und Reggaeton orientiert, etwa auf seinem Album Augen Husky. Seine Lieder enthalten auch ukrainische und russische Wörter, einschließlich obszönem Wortschatz.

## Diskografie
Studioalben

| Jahr | Titel Musiklabel        | Höchstplatzierung, Gesamtwochen, AuszeichnungChartplatzierungen (Jahr, Titel, Musiklabel, Platzierungen, Wochen, Auszeichnungen, Anmerkungen) | Höchstplatzierung, Gesamtwochen, AuszeichnungChartplatzierungen (Jahr, Titel, Musiklabel, Platzierungen, Wochen, Auszeichnungen, Anmerkungen) | Höchstplatzierung, Gesamtwochen, AuszeichnungChartplatzierungen (Jahr, Titel, Musiklabel, Platzierungen, Wochen, Auszeichnungen, Anmerkungen) | Anmerkungen                              |
| Jahr | Titel Musiklabel        | DE | AT | CH | Anmerkungen                              |
| ---- | ----------------------- | --- | --- | --- | ---------------------------------------- |
| 2014 | Nu eta da 385idéal      | DE7 (2 Wo.)DE | AT22 (1 Wo.)AT | CH8 (2 Wo.)CH | Erstveröffentlichung: 7. März 2014       |
| 2015 | Masta 385idéal          | DE5 (5 Wo.)DE | AT15 (1 Wo.)AT | CH5 (6 Wo.)CH | Erstveröffentlichung: 27. März 2015      |
| 2016 | Makadam 385idéal        | DE2 (5 Wo.)DE | AT10 (2 Wo.)AT | CH4 (3 Wo.)CH | Erstveröffentlichung: 21. Oktober 2016   |
| 2018 | Rolexesh 385idéal       | DE1 (12 Wo.)DE | AT1 (5 Wo.)AT | CH2 (4 Wo.)CH | Erstveröffentlichung: 2. März 2018       |
| 2019 | Augen Husky 385idéal    | DE5 (4 Wo.)DE | AT13 (2 Wo.)AT | CH11 (3 Wo.)CH | Erstveröffentlichung: 12. September 2019 |
| 2022 | Bratan 385idéal         | DE9 (2 Wo.)DE | — | CH18 (1 Wo.)CH | Erstveröffentlichung: 3. Juni 2022       |
| 2024 | Matador 385idéal        | DE7 (2 Wo.)DE | AT74 (1 Wo.)AT | CH11 (1 Wo.)CH | Erstveröffentlichung: 12. Januar 2024    |
| 2024 | Augen Husky 2 385idéal  | DE13 (8 Wo.)DE | AT50 (1 Wo.)AT | CH41 (1 Wo.)CH | Erstveröffentlichung: 9. Mai 2024        |
| 2025 | Olexiy Kosarev 385idéal | DE66 (… Wo.)DE | — | — | Erstveröffentlichung: 29. Mai 2025       |